# Santa Cristina (Oleiros)
Santa Cristina es un lugar español de la parroquia de Perillo, en el municipio de Oleiros, en la provincia de La Coruña, Galicia.
Está situado en la costa oriental de la ría de La Coruña, al oeste de Bastiagueiro y al norte de Perillo. La playa de Santa Cristina, muy frecuentada por surfistas, es la más larga del municipio de Oleiros. En el paseo marítimo y la zona próxima a la playa se concentran los locales de hostelería.